# 美國的陸軍
美國的陸軍（英語：Army of the United States）是美國因應第二次世界大戰所增設的陸軍下屬部門，為美國陸軍四大部門之一（另外三者為正規軍、美國陸軍預備役和美國國民衛隊）。「美國的陸軍」設置於1941年2月，用於統一管理正規軍、國民警衛隊和預備役部隊，其軍官與士官自正規軍中任命，正規軍軍階可以較高的臨時軍階於「美國的陸軍」中服役，如正規軍的上尉至後者可為上校，此軍階晉升也相當迅速，如德怀特·艾森豪威尔在三年內自上校晉升為五星上將，「美國的陸軍」的軍階也稱作「戰區軍階」（Theater rank）。
「美國的陸軍」由1940年7月26日設置的陸軍總部（GHQ）管轄，其下共三支部隊——陸軍地面部隊、陸軍航空隊和陸軍勤務部隊。1942年3月，「美國的陸軍」改由陸軍地面部隊總部管轄。
1974年，「美國的陸軍」制度被撤銷。

## 註腳
1. ↑  郭慧志（2014年），第174页
2. ↑  郭慧志（2014年），第175页